# Leeuw (plaats)

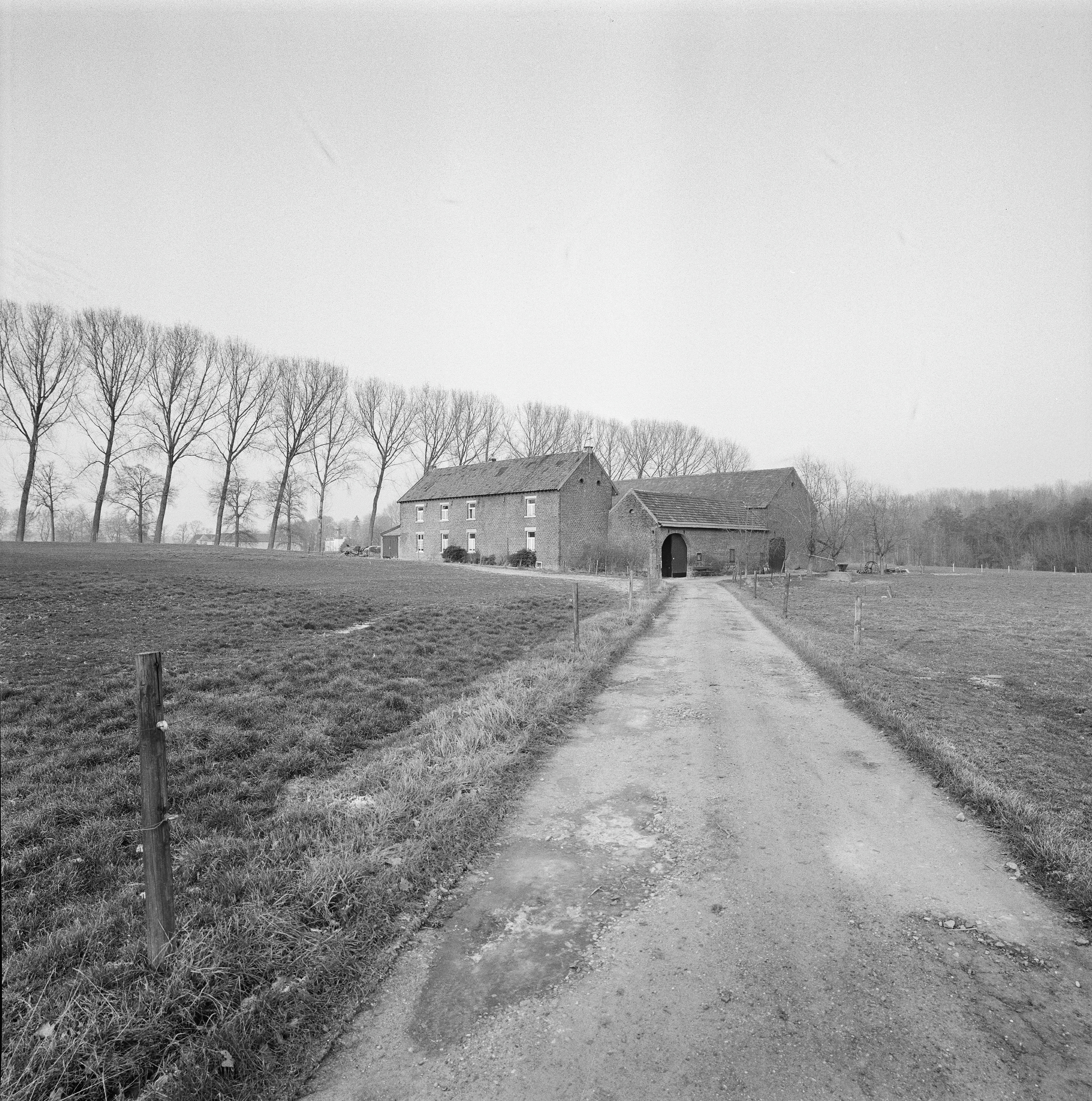
Hoeve de Leeuw in 1992

Leeuw was een buurtschap en carréboerderij in Nuth in de gemeente Beekdaelen, in de Nederlandse provincie Limburg. De buurtschap was gelegen tussen de A76 en de spoorweg Sittard-Heerlen.
De voormalige buurtschap ontleent haar naam aan de zich in de buurt bevindende Hoeve de Leeuw en wordt in de volksmond aangeduid met Luij.
Hoeve de Leeuw wordt beschreven door Jozef Habets in zijn boek "de voormalige Heerlijkheid Nuth" (1880).
Hoeve de Leeuw (hof luij) was bezit van de balie der Duitse orde te Alden Biessen. De exacte ouderdom van de hoeve is niet bekend maar in 1586 wordt in officiële aktes melding gemaakt van verpachting aan Leonard Bosch. In de achttiende eeuw werd de hoeve verpacht aan de familie Frijns als zogenaamde halfwinnaars met vanaf 1730 Franciscus Frijns als pachter. De pachthoeve wordt met de overige bezittingen van de balie Biessen in 1797, als staatsdomein verkocht
Rond 1920 worden langs de Reijmersbekerweg die naar de boerderij voert twintig arbeiderswoningen gebouwd die de eigenlijke buurtschap vormen. Inmiddels is het grootste deel van deze woningen ook weer verdwenen. Op 25 november 2015 is hoeve de Leeuw afgebroken en gesloopt in verband met de aanleg van een nieuwe op- en afrit van de A76.